# Olympische Jugend-Sommerspiele 2030
Die V. Olympischen Jugend-Sommerspiele sollen im Jahr 2030 stattfinden und die fünfte Austragung Olympischer Jugend-Sommerspiele sein.

## Auswahlverfahren
Das neue IOC-Auswahlverfahren wurde auf der 134. IOC-Sitzung am 24. Juni 2019 in Lausanne genehmigt. Die wichtigsten Vorschläge, die auf den einschlägigen Empfehlungen der Olympischen Agenda 2020 beruhen, sind:
- Etablierung eines permanenten, kontinuierlichen Dialogs, um Städte/Regionen/Länder und Nationale Olympische Komitees für jedes olympische Ereignis zu erkunden und Interesse zu wecken
- Einrichtung zweier Future Host Commissions (Sommer- und Winterspiele), um das Interesse an zukünftigen olympischen Ereignissen zu überwachen und dem IOC-Präsidium Bericht zu erstatten
- Mehr Einfluss für die IOC-Session, indem Nichtmitglieder des Exekutivkomitees in die Future Host Commissions aufgenommen werden.

Um die Flexibilität zu erhöhen, änderte das IOC die Olympische Charta. So wurde die Regel, die den Wahltermin auf 7 Jahre vor den Spielen festlegte, gelöscht. Darüber hinaus wurde der Passus, dass nur eine einzelne Stadt/Region/Land Gastgeber werden kann, gestrichen.
Am 26. Juni 2025 gab IOC Präsidentin Kirsty Coventry bekannt den Bewerbungsprozess für Olympische Spiele vorläufig zu pausieren, um ihn zu reevaluieren.

### Future Host Commission
Die vollständige Zusammensetzung der Sommerkommissionen, die interessierte Gastgeber beaufsichtigen oder potenzielle Gastgeber, bei denen das IOC Interesse wecken möchte, ist wie folgt:
| IOC-Mitglieder (6) | Externe Vertreter (4)                                                                                            |
| --- | --- |
| - Kolinda Grabar-Kitarović (Vorsitzende) - Richard Pound - Li Lingwei - Mikaela Cojuangco-Jaworski - Luis Mejía Oviedo - Filomena Fortes | - Sarah Walker (Athletenvertreterin) - Francesco Ricci Bitti (AIOWF) - Paul Tergat (NOCs) - Andrew Parsons (IPC) |

### Dialogphasen
Gemäß dem Mandat der Future Host Commission mit Verhaltensregeln ist das neue IOC-Bewerbungsverfahren in zwei Dialogphasen unterteilt:
Kontinuierlicher Dialog
Unverbindliche Diskussionen zwischen dem IOC und interessierten Parteien (Stadt / Region / Land / NOC, die an einer Ausrichtung interessiert sind) hinsichtlich der Ausrichtung künftiger olympischer Veranstaltungen.
Gezielter Dialog
Gezielte Diskussionen mit einer oder mehreren interessierten Parteien (als bevorzugte Gastgeber bezeichnet), wie vom IOC-Vorstand angewiesen. Dies folgt einer Empfehlung der Future Host Commission als Ergebnis des kontinuierlichen Dialogs.

## Potenzielle Bewerbungen

### Amerika

#### Kolumbien
Im September 2019 fand ein Treffen zwischen IOC-Präsident Thomas Bach und dem damaligen kolumbianischen Präsidenten Iván Duque statt. Duque zeigte Interesse an einer Bewerbung Kolumbiens für eine zukünftige Ausgabe der Olympischen Jugend-Sommerspiele. Nachdem die Jugendsommerspiele 2022 auf 2026 verschoben wurden, würde sich Kolumbien nun für die Spiele 2030 bewerben. Kolumbien bewarb sich bereits 2018 mit Medellín für die Olympischen Jugend-Sommerspiele, unterlag aber schlussendlich Buenos Aires.

#### Lima
Im März 2024 wurde bekannt, dass Peru die Panamerikanischen Spiele 2027 in Lima ausrichten wird. Kurz darauf sagte der Präsident des Peruanischen Olympischen Komitees, Renzo Manyari Velazco, dass dies ein weiterer Schritt auf dem Weg sei, sich für die nächsten Olympischen Jugend-Sommerspiele zu bewerben.

#### Mexiko
Am 16. Januar 2024 zog Mexiko seine Bewerbungen für die Olympischen Sommerspiele 2036 zurück. Stattdessen wolle man sich für die Olympischen Jugend-Sommerspiele bewerben. Für die Sommerspiele 2036 waren ursprünglich die Städte Guadalajara, Mexiko-Stadt, Tijuana und Monterrey in Frage gekommen, was nahelegt, dass auch eine dieser Städte sich für die Olympischen Jugend-Sommerspiele bewerben wird.

#### Paraguay
Im Februar 2025 kam es zu einem Treffen zwischen dem paraguayischen Präsidenten Santiago Peña und dem damaligen IOC-Präsidenten Thomas Bach. Ziel des Gesprächs war die Auslotung der Möglichkeit einer Bewerbung Paraguays für die Olympischen Jugend-Sommerspiele 2030.

### Asien

#### Bangkok –  Chonburi
Im September 2017 schlug die thailändische Managerin Khunying Patama Leeswadtrakul vor, dass Thailand sich für die Olympischen Jugend-Sommerspiele bewerben soll. Am 2. Oktober 2018 bestätigte die thailändische Regierung einen Plan zur Bewerbung für die Olympischen Jugend-Sommerspiele 2026 sowie eine finanzielle Unterstützung in Höhe von 1 Milliarde Baht. Am 15. Mai 2020 wurde eine gemeinsame Bewerbung der Stadt Bangkok und der Provinz Chon Buri vorgestellt. Also Slogan wurde Youth with Youth for Youth präsentiert. Nachdem die Jugendsommerspiele 2022 auf 2026 verschoben wurden, gab man bekannt, dass man sich nun für 2030 bewerben werde.

#### Indien
Im Oktober 2023 gab Indiens Premierminister Narendra Modi bekannt, dass man neben einer Bewerbung für die Olympischen Sommerspiele 2036 auch eine Bewerbung für die Olympischen Jugend-Sommerspiele 2030 plane. Indiens Sportminister Anurag Thakur äußerte sich im Februar 2024 zuversichtlich bezüglich einer Bewerbung Indiens.

#### Indonesien
Im März 2025 wurde bekannt das das Komite Olahraga Nasional Indonesia und das IOC Gespräche über eine mögliche Bewerbung Indonesiens für die Olympischen Jugend-Sommerspiele 2030 führen würden. Indonesien bewirbt sich zudem mit seiner neuen Hauptstadt Nusantara um die Olympischen Sommerspiele 2036.

#### Mongolei
Während der 141. Versammlung in Mumbai im Oktober 2023 nahmen Vertreter des Nationalen Olympischen Komitees der Mongolei an einer Sitzung bezüglich potentieller Kandidaten für eine zukünftige Austragung Olympischer Jugendspiele. Am 4. August 2024 wurde bekannt, dass sich die Mongolei für die Olympischen Jugendspiele 2030 bzw. 2034 bewerben werde.

### Europa

#### Kopenhagen
Im September 2024 wurde bekannt, dass die Stadt Kopenhagen an einer Studie bezüglich einer Austragung der Olympischen Jugend-Sommerspiele 2030 arbeite. Zudem hatte bereits im April 2022 die Politikerin Mia Nyegaard (Radikale Venstre) eine Bewerbung Kopenhagens für die Sommerspiele 2036 ins Spiel gebracht.

#### Sarajevo
Am 27. September 2023 gab das Bosnische Olympische Komitee bekannt, dass man eine Bewerbung für eine zukünftige Austragung der Olympische Jugendspiele plane, wobei jedoch nicht gesagt wurde, ob es Sommer- oder Winterspiele seien. Sarajevo richtet bereits 1984 die Olympischen Winterspiele aus, sowie 2019 das Europäische Olympische Winter-Jugendfestival.

## Zurückgezogene/Nicht weiter verfolgte Bewerbungen

### Kasan
Im Dezember 2019 gab der russische Politiker Vladimir Leonov bekannt, dass sich Kasan um die Austragung der Olympischen Jugend-Sommerspiele 2026 bemühen werde. Nach dem Russischer Überfall auf die Ukraine und den daraus resultierenden internationalen Konsequenzen ist eine Bewerbung nicht möglich.

### Odessa
Im August 2021 gab der ukrainische Sportminister Wadym Hutzajt bekannt, dass man sich sowohl für die Olympischen Sommerspiele 2036 als auch die Olympischen Jugend-Sommerspiele 2030 bewerben werde, entweder durch Kiew oder Odessa. Nach dem Russischer Überfall auf die Ukraine und den daraus resultierenden Schwierigkeiten ist eine Bewerbung derzeit unmöglich.